# ادال ایسلند
ادال ایسلند (به لاتین: Adal Island) در مالزی است که در صباح واقع شده‌است.